# Bicho-folha
O termo Bicho-folha é a designação comum aos insetos fasmatódeos e aos ortópteros da família dos tetigonídeos, especialmente da subfamília Pterochrozinae, como os gêneros Tanusia, Pterochroza, Mimetica e Typophyllum, que reúnem espécies que imitam folhas. A camuflagem atinge o máximo em espécies que simulam, com riqueza de detalhes, folhas que parecem ter sido parcialmente roídas por insetos ou manchadas por fungos. Também são conhecidos pelo nome de esperança-folha.